# Harry K. Cody
Harry K. Cody, egentligen Harri Kemppainen, är en svensk musiker, född i Skövde[källa behövs].
Han började sin musikaliska karriär i bandet Kingpin innan bandet bytte namn till Shotgun Messiah.

## Kingpin-album
- 1988 - Welcome To Bop City (LP)

## Shotgun Messiah-album
- 1989 - Shotgun Messiah
- 1991 - Second Coming
- 1992 - I Want More
- 1993 - Violent New Breed

## Filmmusik
- 2005 - Wassup Rockers

Harry K. Cody har komponerat musiken till filmen.